# IL-2 Sturmovik
IL-2 Sturmovik és un videojoc de simulació d'avions de la Segona Guerra Mundial basat en les batalles del Front Oriental.
El seu nom prové de l'avió d'atac a terra soviètic Ilyushin Il-2, que va tenir un paper destacat en aquest front i que és el model d'avió militar produït en major nombre de la història.
En els anys 2010 d'altres simuladors de la mateixa série, com IL-2 Sturmovik: Cliffs of Dover (2011) o IL-2 Sturmovik: Battle of Stalingrad (2013), ja superen la versió original (IL-2 Sturmovik, de 2001) en qualitat gràfica i en realisme, però pel que fa als anys 2000, i conjuntament amb les seves expansions, se'l considera molt sovint com el millor simulador de vol de combat de Segona Guerra Mundial de la dècada.
En el joc es poden escollir avions de les forces aèries de diversos països, com Alemanya o la Unió Soviètica. Es poden escollir diversos escenaris i campanyes basades en fets històrics. També es poden crear els teus propis mapes. En mode multijugador hi poden jugar més de 30 jugadors.

## Fitxa tècnica
- Plataforma: PC
- Creador: Maddox Games
- Gènere: simulador d'avions
- Va ser llançat el: 18 de novembre de 2001
- Recomanat: Més grans de 3 anys
- Gràfics: Direct 3D, Open GL
- Acceleració 3D: Si
- Música: Estereo, EAX 2, Dolby Surround
- Equip mínim: PII 400, 128 Mb de Ram, acceleradora 3D amb 16 Mb (Voodoo 3 o equivalent)
- Equip recomanat: PIII 600, 256 de Ram, acceleradora 3D amb 32 bits i 32 Mb de Ram. Connexió a Internet